# Lista de santos e beatos das Ilhas Canárias

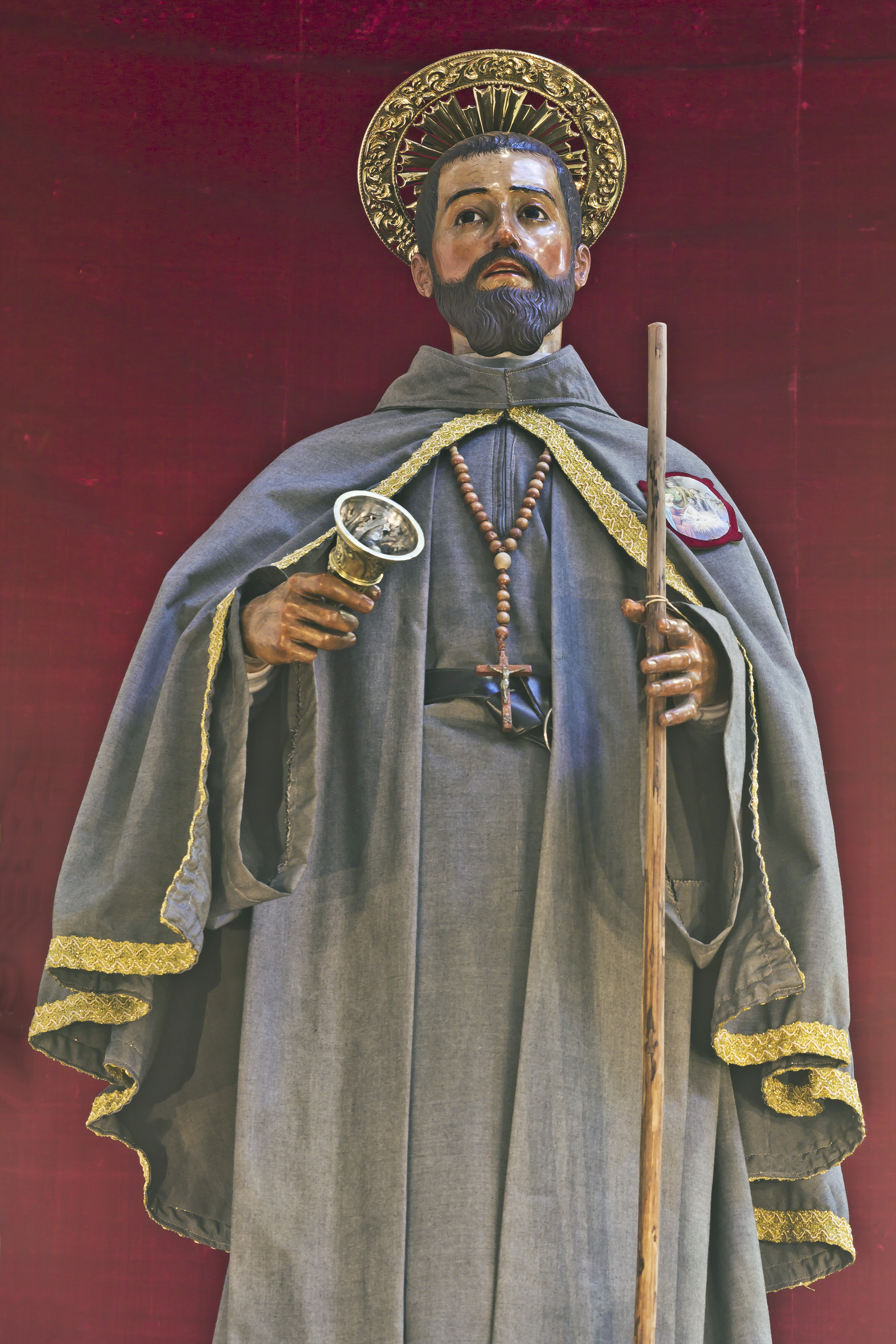
Pedro de Betancur (popularmente chamado Hermano Pedro) foi o primeiro canário a ser canonizado pela Igreja Católica. Isso ocorreu em 2002 pelo Papa João Paulo II.

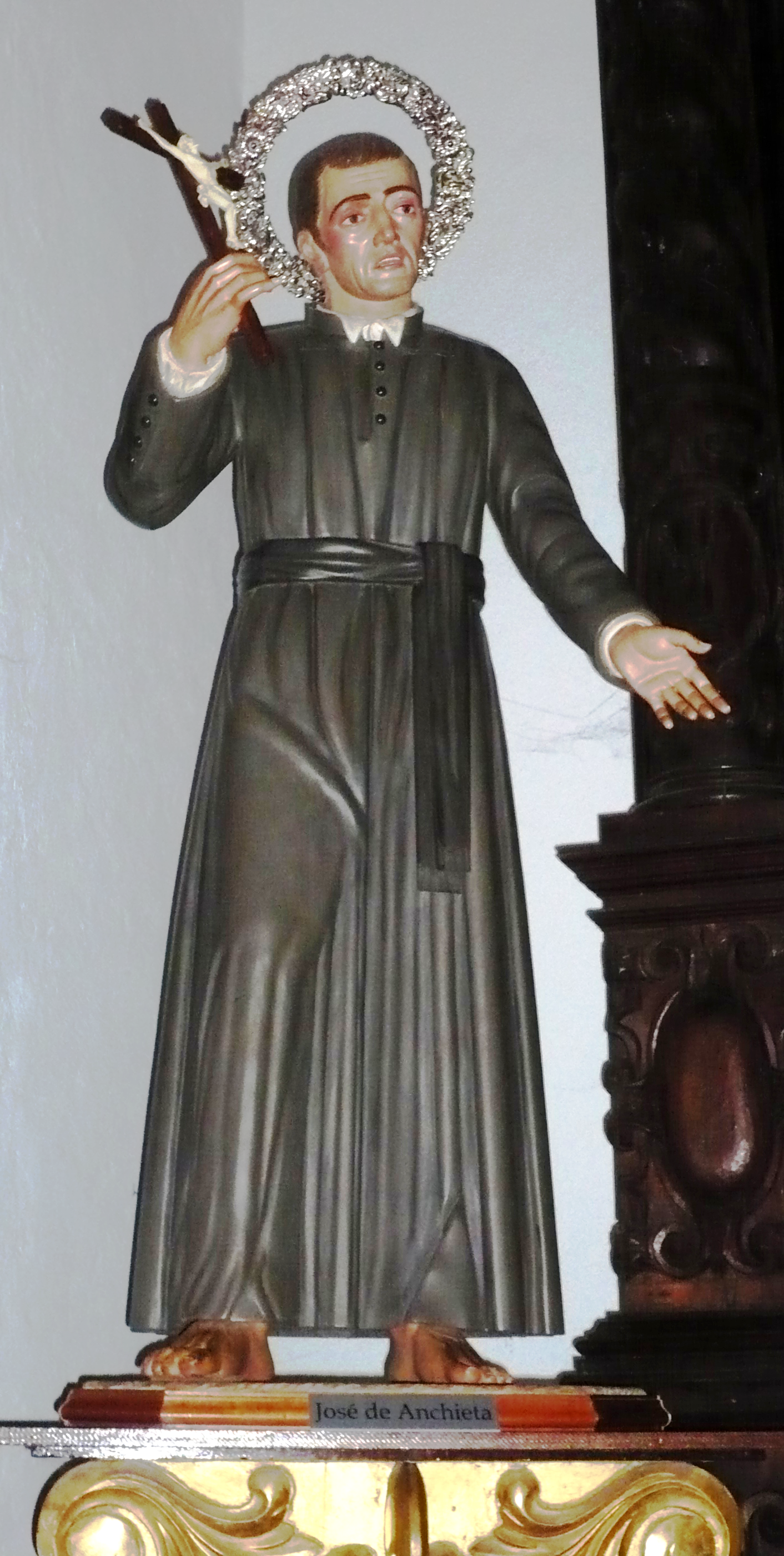
José de Anchieta (também chamado Padre Anchieta) foi canonizado em 2014 pelo Papa Francisco. É, portanto, o segundo nativo do santo Ilhas Canárias.

Esta é uma lista de santos e beatos das Ilhas Canárias (Espanha). Mas também os dos servos de Deus e veneráveis nascidos ou vinculados ao arquipélago.
Santos:
- Pedro de Betancur (Hermano Pedro). Vilaflor (Tenerife) – (1626 – 1667). Missionário franciscano na Guatemala, fundador da Ordem dos Irmãos de Nossa Senhora de Belém e primeiro santo canário. Canonizado em 2002 pelo Papa João Paulo II.
- José de Anchieta (Padre Anchieta). San Cristóbal de La Laguna (Tenerife) – (1534 – 1597). Padre jesuíta e missionário no Brasil. Canonizado em 2014 pelo Papa Francisco.

Beatos:
- Mártires de Tazacorte também conhecidos como Mártires do Brasil. De diferentes partes de Portugal e Espanha - (falecido em 1570). Frades e missionários martirizados largo da costa de La Palma, ilha onde eles gozam de grande veneração especialmente em Tazacorte, embora nenhum deles foi devidamente do Canárias, eles foram incluídos entre os beatos do arquipélago. Beatificados em 1854 pelo Papa Pio IX.
- Sor Lorenza Díaz Bolaños. Santa María de Guía (Gran Canaria) – (1896 – 1939). Religiosa e mártir pertencente às Filhas da Caridade de São Vicente de Paulo. Beatificada em 2013 pelo Papa Francisco junto de outros quase 500 Mártires da Guerra Civil Espanhola.
- Fray Tomás Morales Morales. Carrizal de Ingenio (Gran Canaria) – (1907 – 1936). Mártir dominicano. Beatificado em 2022 pelo Papa Francisco, juntamente com outros 26 dominicanos mortos na Guerra Civil Espanhola.[2]
- José Torres Padilla. San Sebastián de La Gomera (La Gomera) – (1811 – 1878). Religioso. Beatificado em 2024 pelo Papa Francisco.[3]

Veneráveis:
- Andrés Filomeno García Acosta (Fray Andresito). La Ampuyenta (Fuerteventura) – (1800 – 1853). Frade franciscano.
- Antonio Vicente González Suárez (El Buen Pastor Canario). Agüimes (Gran Canaria) – (1817 – 1851). Religioso.
- Hermano José Marcos Figueroa (El Portero de la Imaculada). Tinajo (Lanzarote) – (1865 – 1942). Religioso.

Servos de Deus:
- Sor María de León Bello y Delgado (La Siervita). El Sauzal (Tenerife) – (1643 – 1731). Dominica e freira mística.
- Sor Catalina de San Mateo de La Concepción. Santa María de Guía (Gran Canaria) – (1648 – 1695). Freira franciscana e mística.
- Fray Juan de Jesús. Icod de los Vinos (Tenerife) – (1615 – 1687). Frade franciscano e místico.
- Sor Petronila de San Esteban Montgruí y Covos. Las Palmas de Gran Canaria (Gran Canaria) – (1676 – 1759). Religiosa e mística.
- Sor María de San Antonio Lorenzo y Fuentes. Garachico (Tenerife) – (1665 – 1741). Freira dominica.
- Buenaventura Codina y Augerolas (Bispo Codina). Hostalric (Gerona) – (1785 – 1857). Embora ele não tenha nascido nas Ilhas Canárias, ele era bispo da Diocese Canariense.
- Sor María Justa de Jesús. La Victoria de Acentejo (Tenerife) – (1667 – 1723). Freira franciscana e mística.
- Fray José María Cueto y Díez de la Maza (Pai José Cueto). Riocorvo (Cantabria) – (1839 – 1908). Religioso e mártir. Embora ele não nasceu nas Ilhas Canárias, ele era bispo da Diocese Canariense.
- Padre José María Suárez. Teror (Gran Canaria) – (1890 – 1936). Religioso.